# SpatiaLite
SpatiaLiteはSQLiteを空間データベースとして扱える拡張機能である。
PostGISやOracle Spatial and Graph、Microsoft SQL Serverの空間拡張などに似ているが、
クライアントサーバーアーキテクチャに基づいておらず、独自の簡易な基本設定概念を採用している。
換言するならば全体のSQLエンジンは直接アプリケーション自体の中に埋め込まれている。
SQLiteにはR木のインデックスやジオメトリ型において独自の実装があり、空間データの管理にSpatiaLiteが必須ではないが、
高度な空間クエリの実行や複数の投影法 (地図)を利用する際には必要になる。
LinuxとWindowsのソフトウェア用ライブラリだけでなく、Spatialiteライブラリを組み込むいくつかのユーティリティにも搭載されており、
これらはSqliteの空間用マクロや、Spatialiteデータベースとそのデータを操作するためのGUI、
データ閲覧用の単純なデスクトップ用地理情報システムなどを拡張するコマンドラインツールが含まれる。
単一のバイナリファイルで構成されることから、ベクタ形式ファイルの地理空間データ変換にも利用される。
Mapnik、GDAL、Djangoがライブラリに対応している。